# 歌劇院站 (巴黎地鐵)
歌劇院站（法語：Opéra）是巴黎地鐵的一個車站，名稱來自於巴黎歌劇院。歌劇院站位於歌劇院大道的重點，是3號線、7號線、8號線的交匯車站。歌劇院站開業於1904年10月19日。。

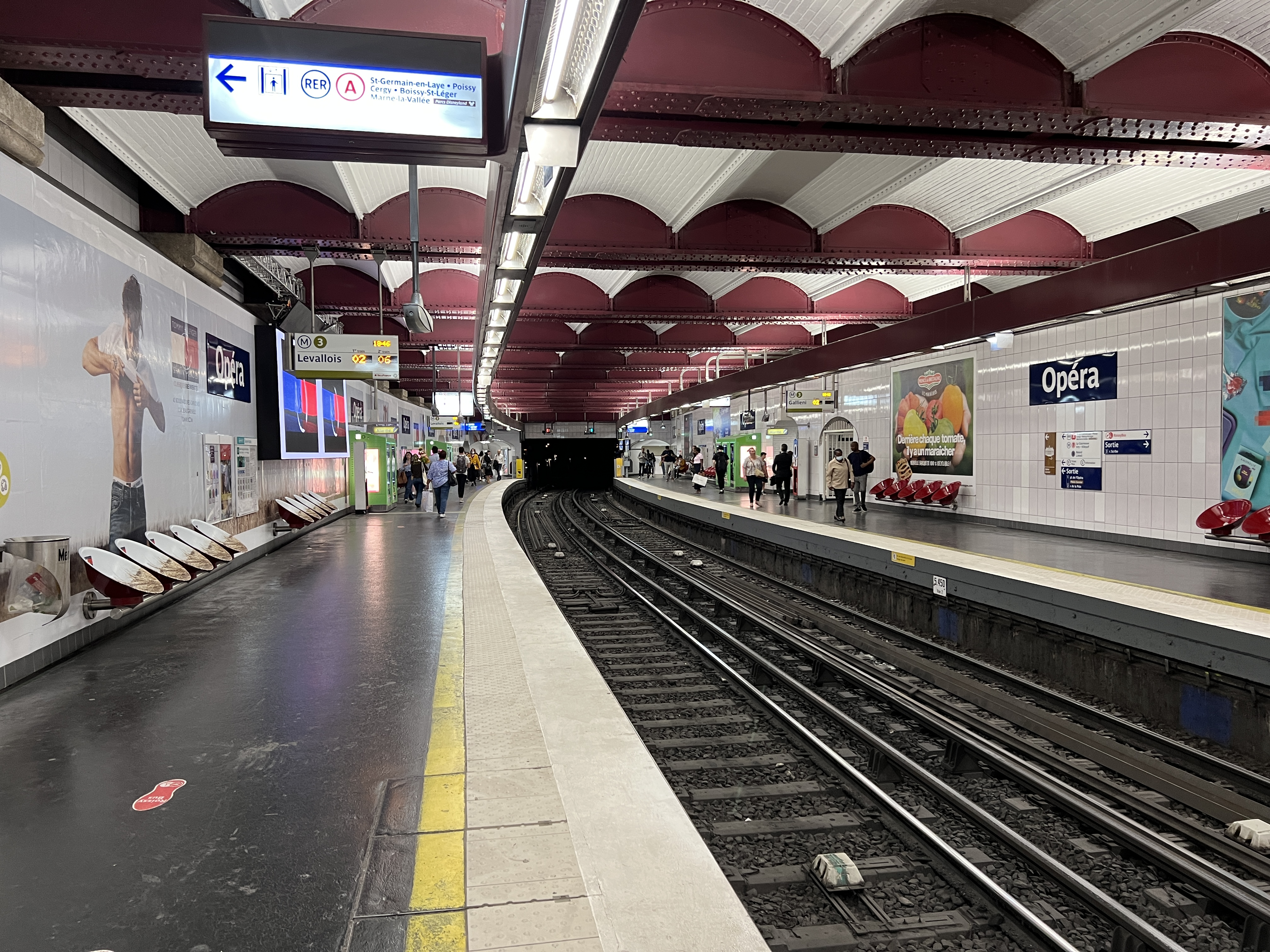
3號線月台 (2022年6月)

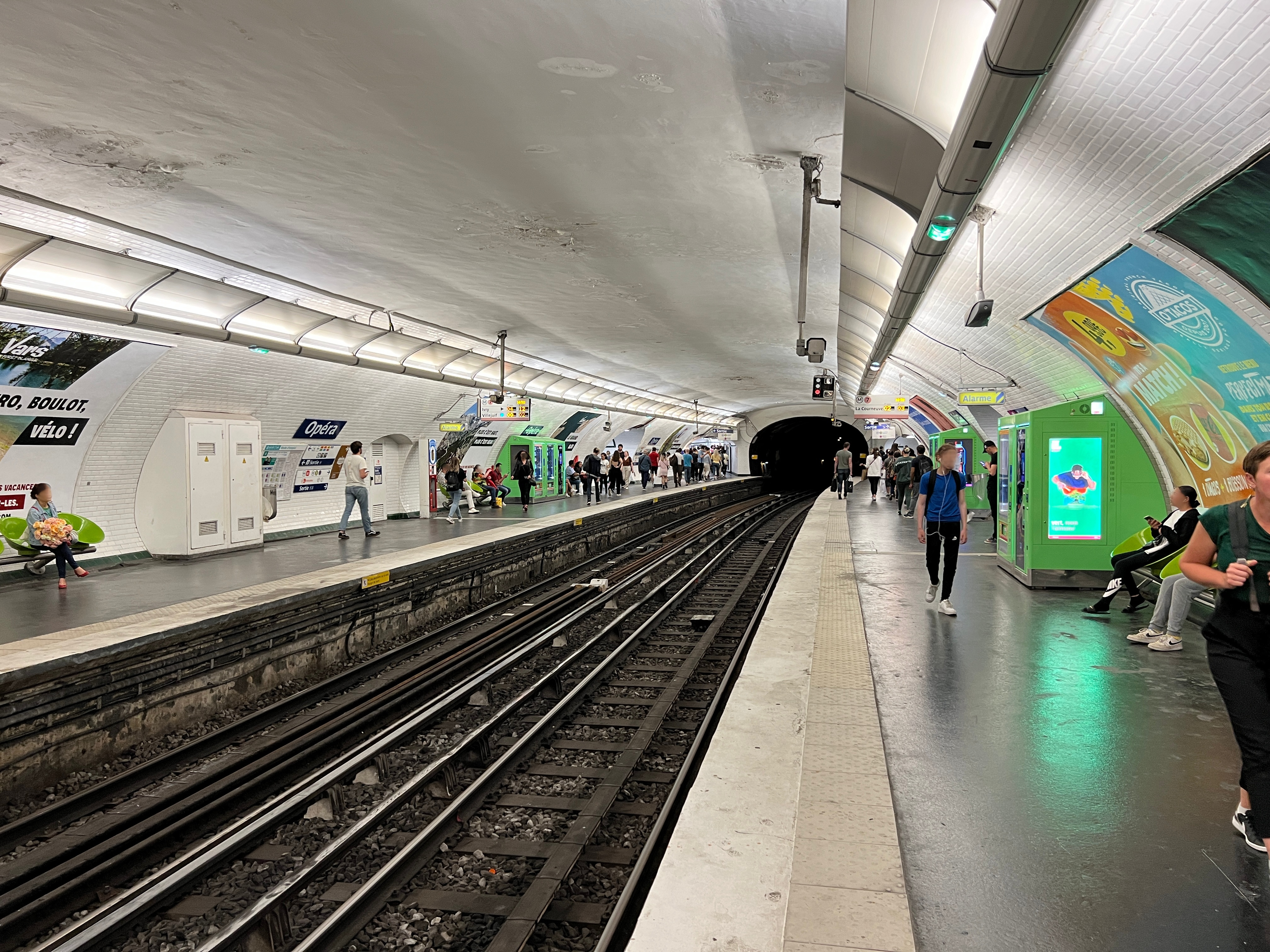
7號線月台 (2022年6月)

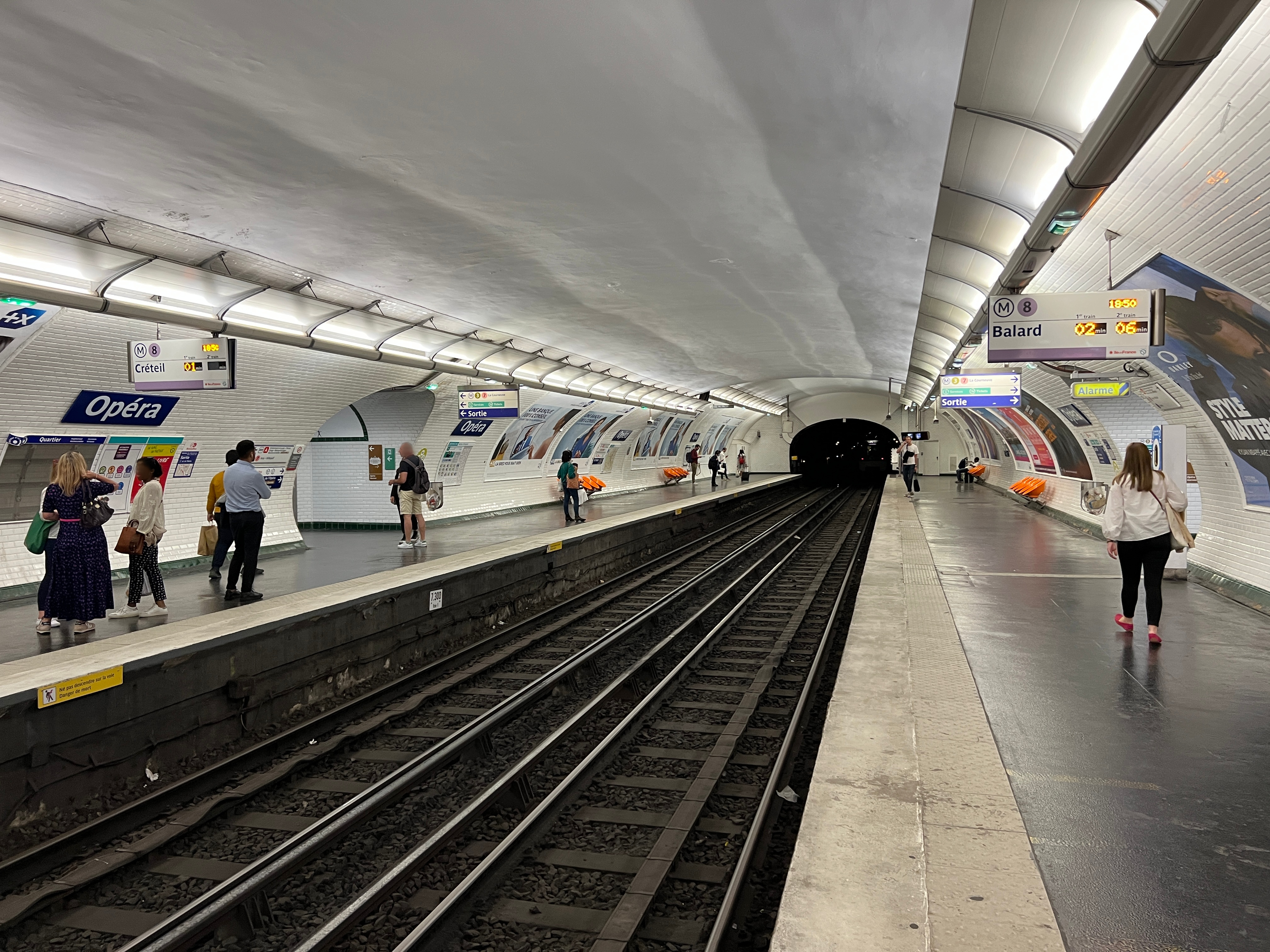
8號線月台 (2022年6月)

## 車站結構
| 街道層    |                    | 出入口                                         |
| B1        |                    | 月台連接夾層                                   |
| 3號線月台 | 側式月台，右側開門 | 側式月台，右側開門                             |
| 3號線月台 | 西行               | 往勒瓦卢瓦桥-贝孔（阿弗尔-科马丹）             |
| 3號線月台 | 東行               | 往加列尼（九月四日）                           |
| 3號線月台 | 側式月台，右側開門 |                                                |
| 7號線月台 | 側式月台，右側開門 | 側式月台，右側開門                             |
| 7號線月台 | 南行               | 往猶太城-路易·阿拉貢/伊夫里市政厅（金字塔）    |
| 7號線月台 | 北行               | 往拉库尔讷沃-1945年5月8日（绍塞当坦-拉法耶特） |
| 7號線月台 | 側式月台，右側開門 |                                                |
| 8號線月台 | 側式月台，右側開門 | 側式月台，右側開門                             |
| 8號線月台 | 西行               | 往巴拉（马德莱娜）                             |
| 8號線月台 | 東行               | 往湖之角（黎塞留-德鲁奥）                      |
| 8號線月台 | 側式月台，右側開門 |                                                |